# 昭和町 (東京都北多摩郡)
昭和町（しょうわまち）とは、神奈川県、東京府、東京都北多摩郡にかつて存在した町である。現在の昭島市の東部に位置する。
昭島市の町名として現存する（ただし、読みは「しょうわちょう」）ほか、昭和公園（昭島市営の公園。国営昭和記念公園とは別）、東京都立昭和高等学校、昭島市立昭和中学校などにその名をとどめる。

## 歴史

### 沿革
- 1889年（明治22年）4月1日 - 町村制施行に伴い、神奈川県北多摩郡郷地村、福島村、築地村、中神村、宮沢村、大神村、田中村、上川原村、拝島村が町村組合を結成し、中神村外八ヶ村組合が発足。
- 1893年（明治26年）4月1日 - 東京府へ移管。
- 1902年（明治35年）4月1日 - 拝島村が中神村外八ヶ村組合から独立。残余は中神村外七ヶ村組合となる。
- 1928年（昭和3年）1月1日 - 中神村外七ヶ村組合を廃止。各村が合併して昭和村を新設。
- 1941年（昭和16年）1月1日 - 昭和村が町制施行して昭和町となる。
- 1943年（昭和18年）7月1日 - 東京都制施行。
- 1954年（昭和29年）4月1日 - 拝島村と合併し、昭島市を新設。昭和町消滅。

## 交通

### 鉄道
- 国鉄（現JR東日本）
  - 青梅線：東中神駅 - 中神駅 - 昭和前駅（現昭島駅）

### 道路
- 奥多摩街道

## 名所・旧跡・観光スポット
- 玉川上水
- 国営昭和記念公園